# زاغ الجيف

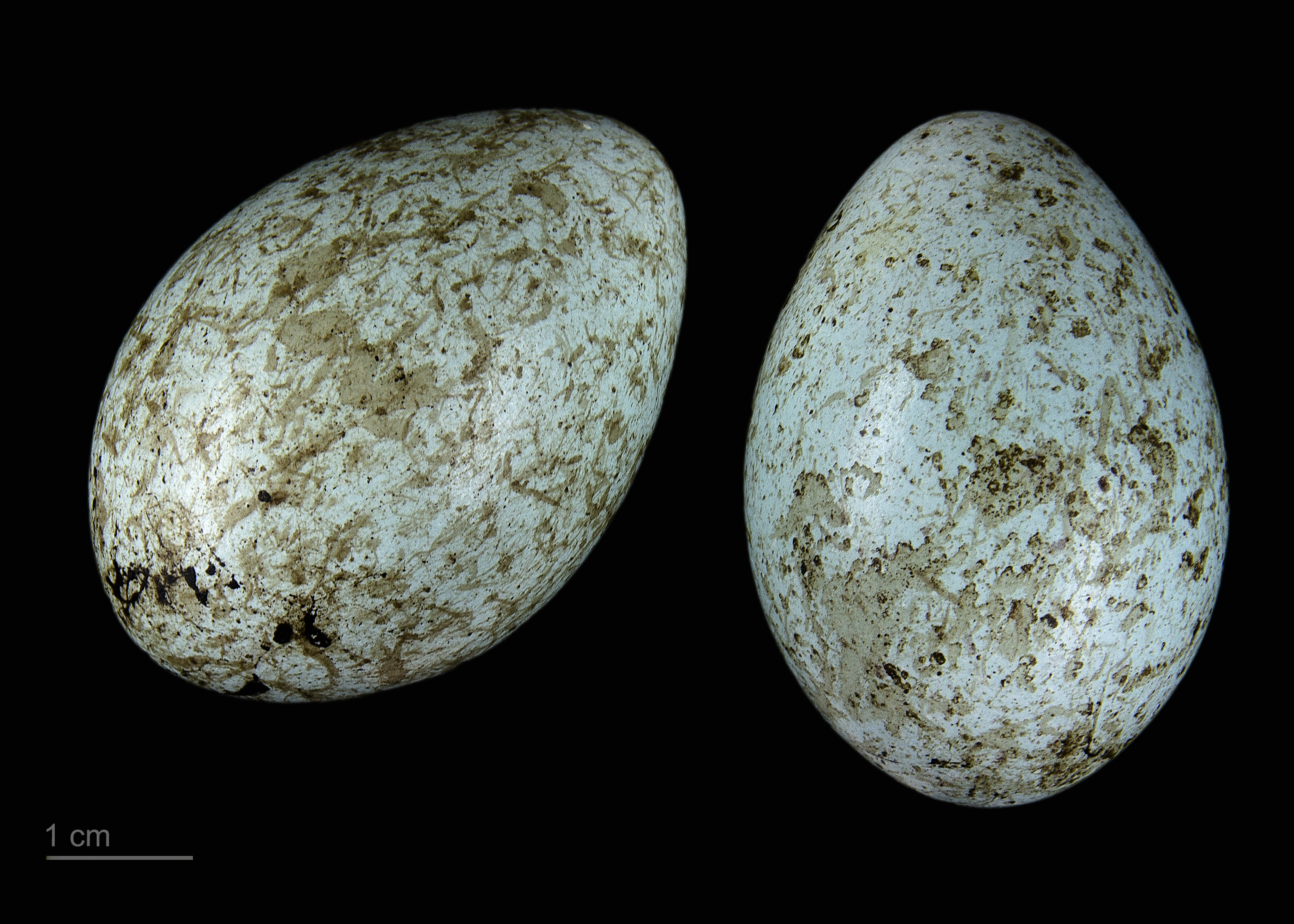
Corvus corone corone

زاغ الجيف (الاسم العلمي: Corvus corone) (بالإنجليزية: Carrion Crow)‏، هو طائر ينتمي إلى غرابيات(فصيلة: Corvidae).